# The Yellow Badge of Cowardge
«The Yellow Badge of Cowardge» (рус. «Желтый значок для труса») — двадцать второй эпизод двадцать пятого сезона мультсериала «Симпсоны». Вышел в эфир 18 мая 2014 года в США на телеканале FOX.

## Сюжет
Гомер очень обеспокоен отказом городских властей от салюта на 4 июля, так как он был отменен по бюджетным соображениям, и решает исправить эту ситуацию. Тем временем, в последний день учебного года, Спрингфилдская Начальная школа проводит различные развлекательные мероприятия среди учащихся: балансирование яиц на шпателе; хождение привязанными красной лентой друг к другу ногами; кидание яйцами, где школьники кидают яйца не друг в друга, как велел Скиннер, а в него и забег в ежегодной гонке «Забег вокруг школы». Милхаус рассказывает Барту, как он долго и в тайне от всех готовился к этому забегу и решил, что победа изменит его жизнь, однако Мартин его подслушал. Школьные хулиганы в это время принимают ставки с учащихся школы на участников забега, один из которых должен будет одержать победу. Мартин делает ставку в размере 20 долларов на Милхауса. Хулиганы глубоко не верят, что Милхаус одержит победу в этом забеге и они планируют помешать его предстоящей победе. Забег начинается и Милхаус вырывается впереди всех, но хулиганы, видя, как Милхаус готов одержать победу, один из них, Джимбо предлагает Нельсону избить бегающего Милхауса в лесу, где через него проходит трасса. Пока Милхаус бежал, Нельсон остановил его и предложил ему выпить стакан воды. Милхаус выпивает воду и Нельсон бьет его кулаком по носу и в живот. Барт, увидев, как Нельсон избивает Милхауса, вместо того, чтобы заступиться за него, продолжает забег и побеждает.
После того, как Барт получает голубую ленту за первое место в забеге, Милхаус появляется из кустов с амнезией, хотя у Барта есть несколько шансов раскрыть Милхаусу то, что произошло во время гонки. Барту как раз этой ночью снится Милхаус, просящий протянуть ему руку помощи в различных ситуациях. Барт допускает возможность промаха, даже на городской церемонии в честь его победы. Однако, когда Керни стреляет резинкой подобно рогатке в лоб Милхаусу, то его воспоминания всплывают. Милхаус вспомнил о том, как его избивал Нельсон, пока Барт в это время просто стоял без дела и убежал в сторону финиша, чтобы победить, вместо того, чтобы заступиться за друга, который мог бы одержать победу.
Милхаус возмущен бездействием Барта, в результате чего возмущенные горожане преследуют его. Барт, глядя на рекламные баннеры, думает, что весь мир против него ополчился. Барт бежит в дом престарелых, чтобы попросить помощи у дедушки, но безуспешно. Тем временем, в другой части города, Гомер нашел человека по имени Джузеппе, который в своей молодости организовывал салюты, чтобы выполнить захватывающий показ фейерверка (выбирает одну из трех предложенных идей «Порой коснусь тебя») для города, но борьба вспыхивает между ними. Фейерверк идет наперекосяк, но Барт быстро задумывается о том, чтобы заставить горожан поверить в то, что Милхаус скромный герой. В итоге Барт действительно становится трусом для спрингфилдцев.

## Интересные факты
В эпизоде предсказывается восстановление СССР 2.0, включающего территории бывших союзных республик и стран Скандинавского полуострова, в сентябре 2024 года (Джимбо показывает карту).